# Hadena pumila
Hadena pumila är en fjärilsart som beskrevs av Otto Staudinger 1879. Hadena pumila ingår i släktet Hadena och familjen nattflyn. Inga underarter finns listade i Catalogue of Life.